# Tycomarptes gelladarum
Tycomarptes gelladarum là một loài bướm đêm trong họ Noctuidae.